# Cazères-sur-l’Adour
Cazères-sur-l’Adour település Franciaországban, Landes megyében. Lakosainak száma 1126 fő (2022. január 1.). Cazères-sur-l’Adour Le Houga, Aire-sur-l’Adour, Bordères-et-Lamensans, Castandet, Duhort-Bachen, Hontanx, Lussagnet, Renung és Le Vignau községekkel határos.

## Népesség
A település népességének változása:
| Lakosok száma | 766  | 815  | 873  | 1132 | 1093 | 1060 | 1070 | 1115 | 1128 | 1126 |
|               | 1968 | 1982 | 1990 | 2006 | 2013 | 2015 | 2017 | 2019 | 2020 | 2022 |